# Йович, Лука
Лу́ка Йо́вич (серб. Лука Јовић; род. 23 декабря 1997, Лозница, Мачванский округ) — сербский футболист, нападающий клуба АЕК (Афины) и сборной Сербии. Участник двух чемпионатов мира (2018 и 2022) и чемпионата Европы 2024.

## Клубная карьера
Лука родился в городе Лозница, затем его семья переехала в соседний посёлок Яня. В 8-летнем возрасте был приглашён Томой Миличевичем на просмотр в «Црвену звезду». Также на него претендовал «Партизан», который предлагал отцу Луки ежемесячный гонорар в 200 евро за переход сына, но Лука выбрал «красно-белых». Уже в 16 лет Йович стал играть за первую команду клуба.

### «Црвена звезда»
28 мая 2014 года Лука дебютировал за белградский клуб, выйдя на замену в игре с «Войводиной». Спустя всего три минуты после своего выхода на поле Йович отметился забитым голом, побив предыдущий рекорд Деяна Станковича и став самым молодым игроком, когда либо забивавшим за «Црвену звезду». Этот матч стал для Йовича единственным в сезоне, но уже в следующих двух сезонах молодой нападающий стал чаще появляться на поле и яркой игрой заставил обратить на себя внимание более сильных клубов. 17 мая 2015 года подписал новый трехлетний контракт.
В конце сезона 2015/16 семье Йовича стали угрожать. Просили большую сумму денег, а в случае отказа обещали, что Лука больше никогда не сможет играть в футбол, разве что в настольный теннис на инвалидной коляске. Семья обратилась в полицию, подозреваемый был задержан. Несмотря на это, Йович провёл хороший сезон, забил 6 голов в 23 матчах и впервые в карьере стал чемпионом Сербии.

### «Бенфика»
30 января 2016 года нападающий пополнил состав «Бенфики». Сумма трансфера составила 6,6 миллионов евро. 9 марта дебютировал в резервной команде клуба в поединке против «Ковильи» (2:2). За основную команду он дебютировал 20 марта в матче против «Боавишты» (1:0). Однако тренерский штаб клуба посчитал, что Лука плохо относится к работе на тренировках, поэтому не спешил подпускать его к основе. За первую команду «Бенфики» серб сыграл всего 40 минут.

#### Аренда в «Айнтрахт»
27 июня 2017 года Йович был отправлен в аренду в немецкий «Айнтрахт» сроком на два года с правом дальнейшего выкупа. 16 сентября в поединке против «Аугсбурга» (1:2) забил 1 гол и отдал 1 пас. В дебютном сезоне Йович провёл за «Айнтрахт» 22 матча в рамках Бундеслиги, выйдя в старте всего 9 раз. Но это не помешало ему забить 8 мячей и стать вторым бомбардиром команды после Себастьяна Алле (9 мячей). При этом франкфуртский коллектив провел один из лучших сезонов в современной эпохе: помимо восьмого места в Бундеслиге, ему удалось выйти в финал Кубка Германии и обыграть здесь саму «Баварию» (3:1). В кубковом турнире Йович сыграл в 5 матчах и забил 1 гол. Именно его гол помог «орлам» обыграть «Шальке 04» в Гельзенкирхене и выйти в финал. В решающем матче серб участия не принимал. Немецкий клуб не стал досрочно выкупать нападающего, однако следующий сезон он начал на прежнем месте.
В сезоне 2018/19 стал основным нападающим «Айнтрахта» и начал регулярно забивать. 20 октября 2018 года в возрасте 20 лет оформил пента-трик в ворота «Фортуны» (7:1), став самым молодым игроком в истории Бундеслиги, которому удалось достичь подобного результата. 17 апреля 2019 года «Айнтрахт» объявил о выкупе трансфера Йовича и подписал с ним контракт до 30 июня 2023 года. В сезоне 2018/19 он забил 17 голов в чемпионате, а в розыгрыше Лиги Европы отметился 10 голами.

### «Реал Мадрид»
4 июня 2019 года было объявлено, что «Айнтрахт» договорился о переходе Йовича в мадридский «Реал». 12 июня на стадионе «Сантьяго Бернабеу» прошла церемония представления Йовича в качестве игрока «Королевского клуба».
Сообщалось, что сумма трансфера составила 60 миллионов евро, контракт заключён на 6 лет. Дебют Йовича за «Реал» состоялся 17 августа 2019. Первый гол за «Реал» он забил 30 октября 2019 в матче против клуба «Леганес».

#### Аренда в «Айнтрахт»
14 января 2021 года было объявлено, что «Айнтрахт» арендует серба до конца сезона, форвард будет выступать в клубе под 9 номером.

### «Фиорентина»
8 июля 2022 года в качестве свободного агента присоединился к итальянскому клубу «Фиорентина».

### «Милан»
1 сентября 2023 года Йович подписал контракт с «Миланом» сроком на один сезон.

## Карьера в сборной
11 сентября 2013 года Лука в составе сборной Сербии (до 17 лет) отметился хет-триком в ворота сверстников из Хорватии.
В июле 2014 года Йович был включён Велько Пауновичем в заявку юношеской сборной до 19 лет для участия в чемпионате Европы в Венгрии. Нападающий принял участие в 3 играх своей команды, в которых отметился одним забитым мячом.
Играя за сборную Сербии до 21 года, Йович забил семь голов в отборочном турнире к чемпионату Европы 2019 года и помог своей команде выйти в финальную часть турнира.
4 июня 2018 года Йович дебютировал в составе основной сборной Сербии в товарищеском матче с чилийской сборной. Был включён в заявку на чемпионат мира в России, на котором сыграл лишь две минуты в заключительном матче группового этапа против сборной Бразилии.
20 марта 2019 года отметился первым голом за сборную, поразив ворота сборной Германии в товарищеском матче.
На Евро-2024 Лука в первых двух матчах не был игроком основы, и выходил на замену после 60-й минуты. Если в первом матче против сборной Англии, игрок не отличился полезными действиями, то уже во втором туре группового этапа Евро спас свою команду от поражения, забив гол на последней минуте встречи со сборной Словенией.

## Стиль игры
Йович играет на позиции центрального нападающего, действующего на острие атаки. Он одинаково хорошо играет обеими ногами, отличается высоким уровнем технического мастерства, уверенно действует в верховых единоборствах, умеет хорошо открываться в свободные зоны. Тренер Ади Хюттер характеризует Йовича как поучера, который реализует четыре из пяти своих возможностей забить. Лука быстро принимает решения в штрафной противника, часто применяет нестандартные ходы, вроде красочного удара с лёта или удара пяткой в прыжке.
Йович склонен передерживать мяч, увлекаться дриблингом. Также не очень хорошо действует в прессинге.

## Достижения

### Командные
«Црвена звезда»
- Чемпион Сербии: 2013/14

«Бенфика» (Лиссабон)
- Чемпион Португалии (2): 2015/16, 2016/17

«Айнтрахт» (Франкфурт)
- Обладатель Кубка Германии: 2017/18

«Реал Мадрид»
- Чемпион Испании (2): 2019/20, 2021/2022
- Обладатель Суперкубка Испании (2): 2019/20, 2021/22
- Победитель Лиги чемпионов: 2021/22

«Милан»
- Обладатель Суперкубка Италии: 2024

### Личные
- Член символической «команды сезона» Бундеслиги: 2018/19[23]
- Член символической «сборной сезона» Лиги Европы УЕФА: 2018/19[24]

## Статистика

### Клубная
| Выступление            | Выступление      | Выступление      | Лига | Лига | Кубки | Кубки | Еврокубки | Еврокубки | Остальные | Остальные | Итого | Итого |
| Клуб                   | Лига             | Сезон            | Игры | Голы | Игры  | Голы  | Игры      | Голы      | Игры      | Голы      | Игры  | Голы  |
| ---------------------- | ---------------- | ---------------- | ---- | ---- | ----- | ----- | --------- | --------- | --------- | --------- | ----- | ----- |
| Црвена звезда          | Суперлига        | 2013/14          | 1    | 1    | 0     | 0     | —         | —         | —         | —         | 1     | 1     |
| Црвена звезда          | Суперлига        | 2014/15          | 22   | 6    | 2     | 0     | —         | —         | —         | —         | 24    | 6     |
| Црвена звезда          | Суперлига        | 2015/16          | 19   | 5    | 2     | 1     | 2         | 0         | —         | —         | 23    | 6     |
| Црвена звезда          | Итого            | Итого            | 42   | 12   | 4     | 1     | 2         | 0         | —         | —         | 48    | 13    |
| Бенфика                | Примейра Лига    | 2015/16          | 1    | 0    | 0     | 0     | 1         | 0         | 0         | 0         | 2     | 0     |
| Бенфика                | Примейра Лига    | 2016/17          | 1    | 0    | 0     | 0     | 0         | 0         | 1         | 0         | 2     | 0     |
| Бенфика                | Итого            | Итого            | 2    | 0    | 0     | 0     | 1         | 0         | 1         | 0         | 4     | 0     |
| → Бенфика B            | Лига Про         | 2015/16          | 7    | 2    | —     | —     | —         | —         | —         | —         | 7     | 2     |
| → Бенфика B            | Лига Про         | 2016/17          | 11   | 2    | —     | —     | —         | —         | —         | —         | 11    | 2     |
| → Бенфика B            | Итого            | Итого            | 18   | 4    | —     | —     | —         | —         | —         | —         | 18    | 4     |
| → Айнтрахт (Франкфурт) | Бундеслига       | 2017/18          | 22   | 8    | 5     | 1     | —         | —         | —         | —         | 27    | 9     |
| → Айнтрахт (Франкфурт) | Бундеслига       | 2018/19          | 32   | 17   | 1     | 0     | 14        | 10        | 1         | 0         | 48    | 27    |
| → Айнтрахт (Франкфурт) | Бундеслига       | 2020/21          | 3    | 3    | 0     | 0     | —         | —         | —         | —         | 3     | 3     |
| → Айнтрахт (Франкфурт) | Итого            | Итого            | 57   | 28   | 6     | 1     | 14        | 10        | 1         | 0         | 78    | 39    |
| Реал Мадрид            | Ла Лига          | 2019/20          | 17   | 2    | 3     | 0     | 5         | 0         | 2         | 0         | 27    | 2     |
| Реал Мадрид            | Ла Лига          | 2020/21          | 4    | 0    | 0     | 0     | 1         | 0         | 0         | 0         | 5     | 0     |
| Реал Мадрид            | Итого            | Итого            | 21   | 2    | 3     | 0     | 6         | 0         | 2         | 0         | 32    | 2     |
| Всего за карьеру       | Всего за карьеру | Всего за карьеру | 128  | 42   | 10    | 2     | 20        | 10        | 4         | 0         | 162   | 54    |

### В сборной
| Сборная | Год   | Матчи | Голы |
| ------- | ----- | ----- | ---- |
| Сербия  | 2018  | 3     | 0    |
| Сербия  | 2019  | 4     | 2    |
| Сербия  | 2020  | 4     | 3    |
| Итого   | Итого | 11    | 5    |

| Матчи Йовича за сборную Сербии | Матчи Йовича за сборную Сербии | Матчи Йовича за сборную Сербии            | Матчи Йовича за сборную Сербии | Матчи Йовича за сборную Сербии | Матчи Йовича за сборную Сербии | Матчи Йовича за сборную Сербии             |
| №                              | Дата                           | Место проведения                          | Оппонент                       | Счёт                           | Голы                           | Соревнование                               |
| ------------------------------ | ------------------------------ | ----------------------------------------- | ------------------------------ | ------------------------------ | ------------------------------ | ------------------------------------------ |
| 1                              | 4 июня 2018                    | «UPC-Арена», Грац, Австрия                | Чили                           | 0:1                            | −                              | Товарищеский матч                          |
| 2                              | 27 июня 2018                   | «Открытие Арена», Москва, Россия          | Бразилия                       | 0:2                            | −                              | ЧМ-2018 (группа E)                         |
| 3                              | 17 ноября 2018                 | «Райко Митич», Белград, Сербия            | Черногория                     | 2:1                            | −                              | Лига наций УЕФА 2018/19 (лига C, группа 4) |
| 4                              | 20 марта 2019                  | «Фольксваген-Арена», Вольфсбург, Германия | Германия                       | 1:1                            | 1                              | Товарищеский матч                          |
| 5                              | 7 июня 2019                    | «Арена Львов», Львов, Украина             | Украина                        | 0:5                            | −                              | ЧЕ-2020. Отборочный турнир (группа B)      |
| 6                              | 10 июня 2019                   | «Райко Митич», Белград, Сербия            | Литва                          | 4:1                            | 1                              | ЧЕ-2020. Отборочный турнир (группа B)      |
| 7                              | 7 сентября 2019                | «Райко Митич», Белград, Сербия            | Португалия                     | 2:4                            | −                              | ЧЕ-2020. Отборочный турнир (группа B)      |
| 8                              | 11 октября 2020                | «Райко Митич», Белград, Сербия            | Венгрия                        | 0:1                            | −                              | Лига наций УЕФА 2020/21 (лига B, группа 3) |
| 9                              | 12 ноября 2020                 | «Райко Митич», Белград, Сербия            | Шотландия                      | 1:1 (п. 4:5)                   | 1                              | ЧЕ-2020. Стыковые матчи (финал)            |
| 10                             | 15 ноября 2020                 | «Пушкаш Арена», Будапешт, Венгрия         | Венгрия                        | 1:1                            | −                              | Лига наций УЕФА 2020/21 (лига B, группа 3) |
| 11                             | 18 ноября 2020                 | «Райко Митич», Белград, Сербия            | Россия                         | 5:0                            | 2                              | Лига наций УЕФА 2020/21 (лига B, группа 3) |

Итого: 11 матчей / 5 голов; 3 победы, 3 ничьи, 5 поражений.